# 168126 Chengbruce
168126 Chengbruce este un asteroid din centura principală de asteroizi.

## Descriere
168126 Chengbruce este un asteroid din centura principală de asteroizi. A fost descoperit pe 1 aprilie 2006 la Observatorul Lulin de Ting Chang Yang și Quan-Zhi Ye. Asteroidul prezintă o orbită caracterizată de o semiaxă mare de 2,58 ua, o excentricitate de 0,08 și o înclinație de 9,2° în raport cu ecliptica.